# M88 Recovery Vehicle
Pour les articles homonymes, voir M88.
Le M88 Recovery Vehicle (Hercules pour Heavy Equipment Recovery Combat Utility Lift and Evacuation System) est un char de dépannage des Forces armées des États-Unis en service depuis 1961.

## Description
Le M88 d'origine est conçu sur la base des châssis et des composants du M48 Patton et du M60 Patton. La première version du M88 est entrée en service en 1961 et le M88A1 en 1977.
Le M88A2, basé sur le châssis du M1 Abrams, beaucoup plus puissant, entre en service en 1997. Une version M88A3 est présentée en octobre 2018, et en septembre 2019 ; un contrat de 318 millions de dollars américains est passé par l’US Army pour convertir les M88A2 à ce standard. Des tests ont lieu à partir de 2021 pour une décision finale attendu en 2024.
Il dispose d'une grue en "A" ou chèvre. Il faut 2 M88A2 pour remorquer un char M1. Le projet de M88A3 avec un moteur diesel Caterpillar C32 ACERT, d'une puissance maximale de 1 350 ch, devez pouvoir le faire tout seul mais il est annulé en mars 2025.
En 2019, il est assemblé par BAE Systems à York (Pennsylvanie) USA.

## Utilisateurs
- Australie : 6 M88A2  furent approuvés par le Defense Security Cooperation Agency le 26 janvier 2015[5],[6]. Une seconde commande fut approuvée le 29 avril 2021[7],[8].
- Autriche
- Bahreïn
- Brésil
- Égypte
- Allemagne
- Grèce
- Irak : 8 M88A2 furent approuvés par le Defense Security Cooperation Agency le 10 décembre 2008[9],[10].
- Israël
- Jordanie
- Liban
- Koweït : 19 M88A2 furent approuvés par le Defense Security Cooperation Agency le 10 octobre 2019[11],[12].
- Maroc : 25 M88A2 furent approuvés par le Defense Security Cooperation Agency le 3 mars 2020[13],[14].
- Pakistan
- Portugal
- Arabie saoudite
- Espagne : 1 dans l'infanterie de marine
- Soudan
- Taïwan : 14 M88A2 demandés en 2019[15], 5 M88A2 commandés en 2021[16].
- Thaïlande
- Tunisie
- Turquie
- États-Unis : + de 900 en stock en 2024[17]
- Roumanie : Achat de 4 M88A2 approuvé par le Defense Security Cooperation Agency le 9 novembre 2023[18],[19].
- Pologne : 26 M88A2 furent approuvés par le Defense Security Cooperation Agency le 17 février 2022[20],[21]. 12 autres furent approuvés le 6 décembre 2022[22],[23].
- Ukraine : au moins 8. 2 détruits et un capturé fin 2024.

## Galerie d'images

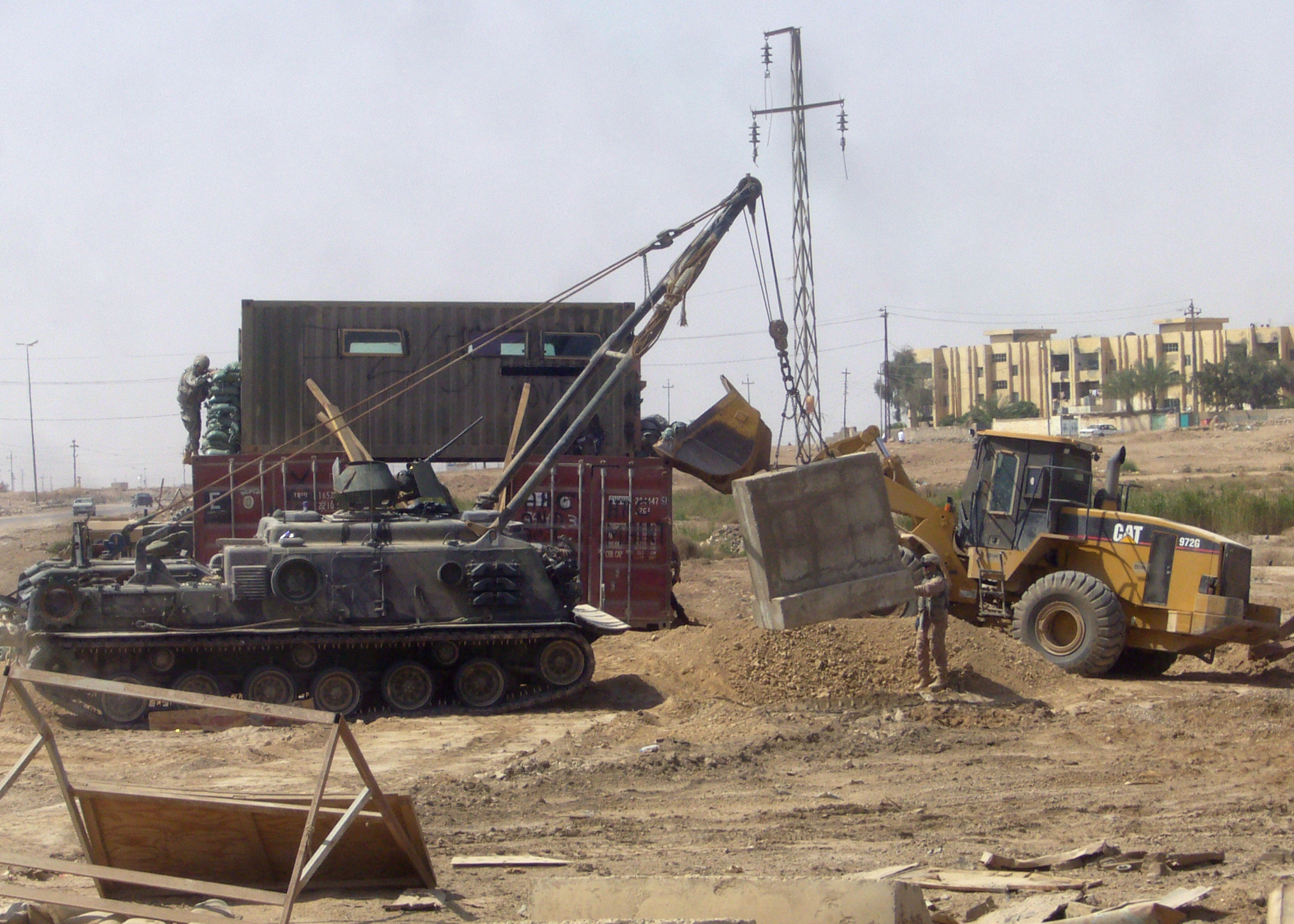
Un M88 plaçant des barrières de béton.
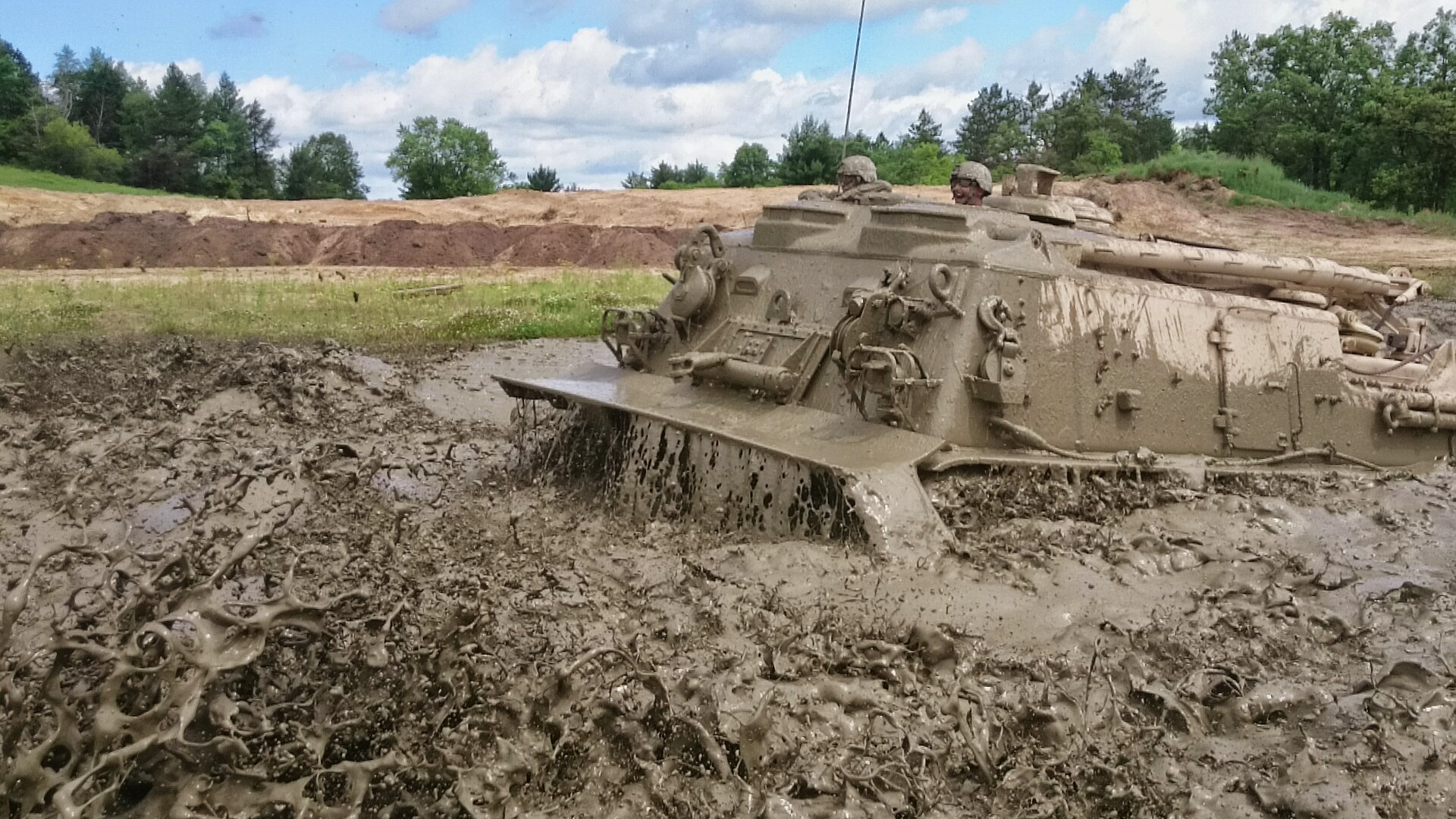
M88 Recovery Vehicle à Fort McCoy, Wisconsin en 2015
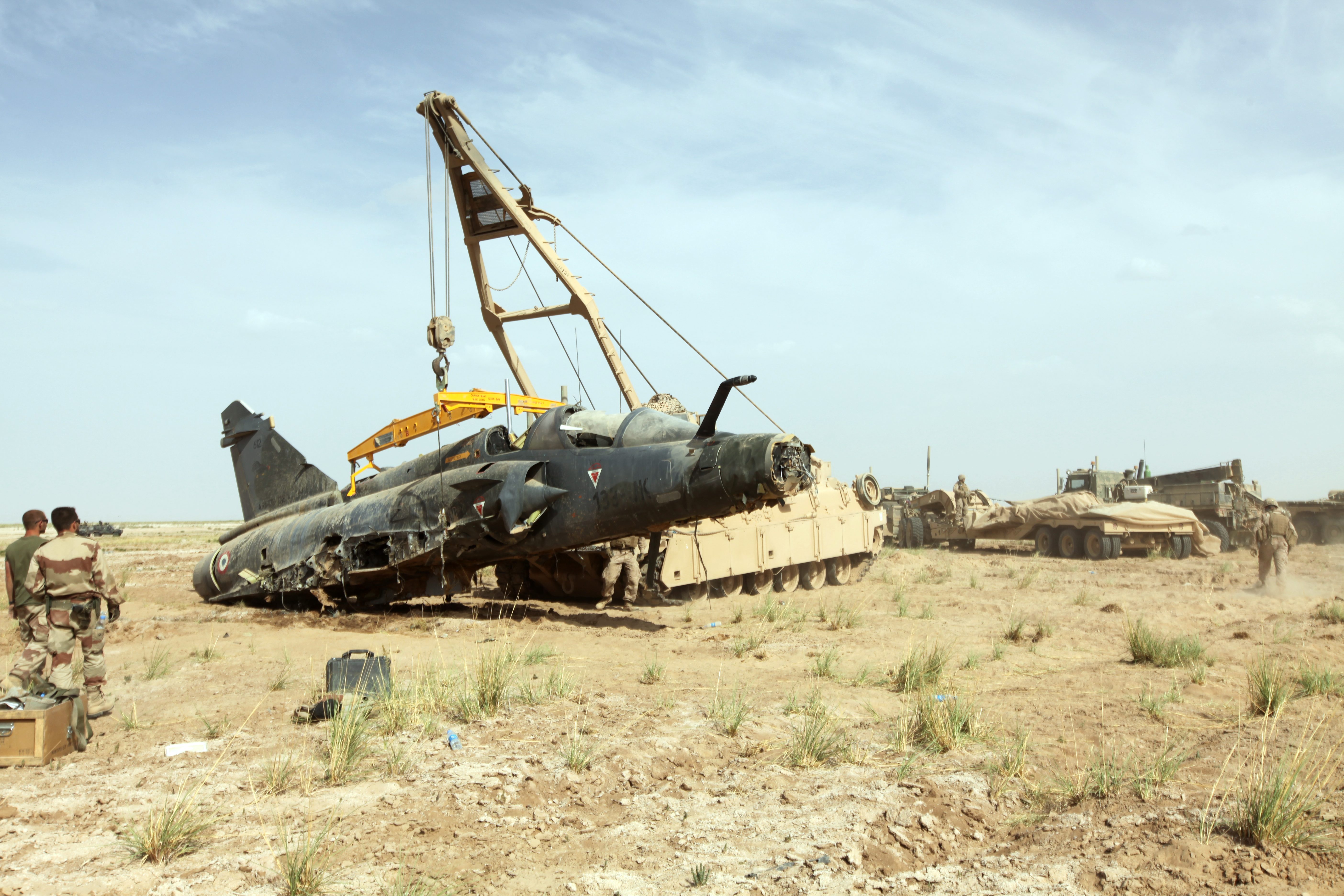
Mirage 2000D no 612 accidenté le 24 mai 2011 en Afghanistan, récupéré par un M88 Recovery Vehicle de l'USMC lors d'une opération franco-américano-italienne.
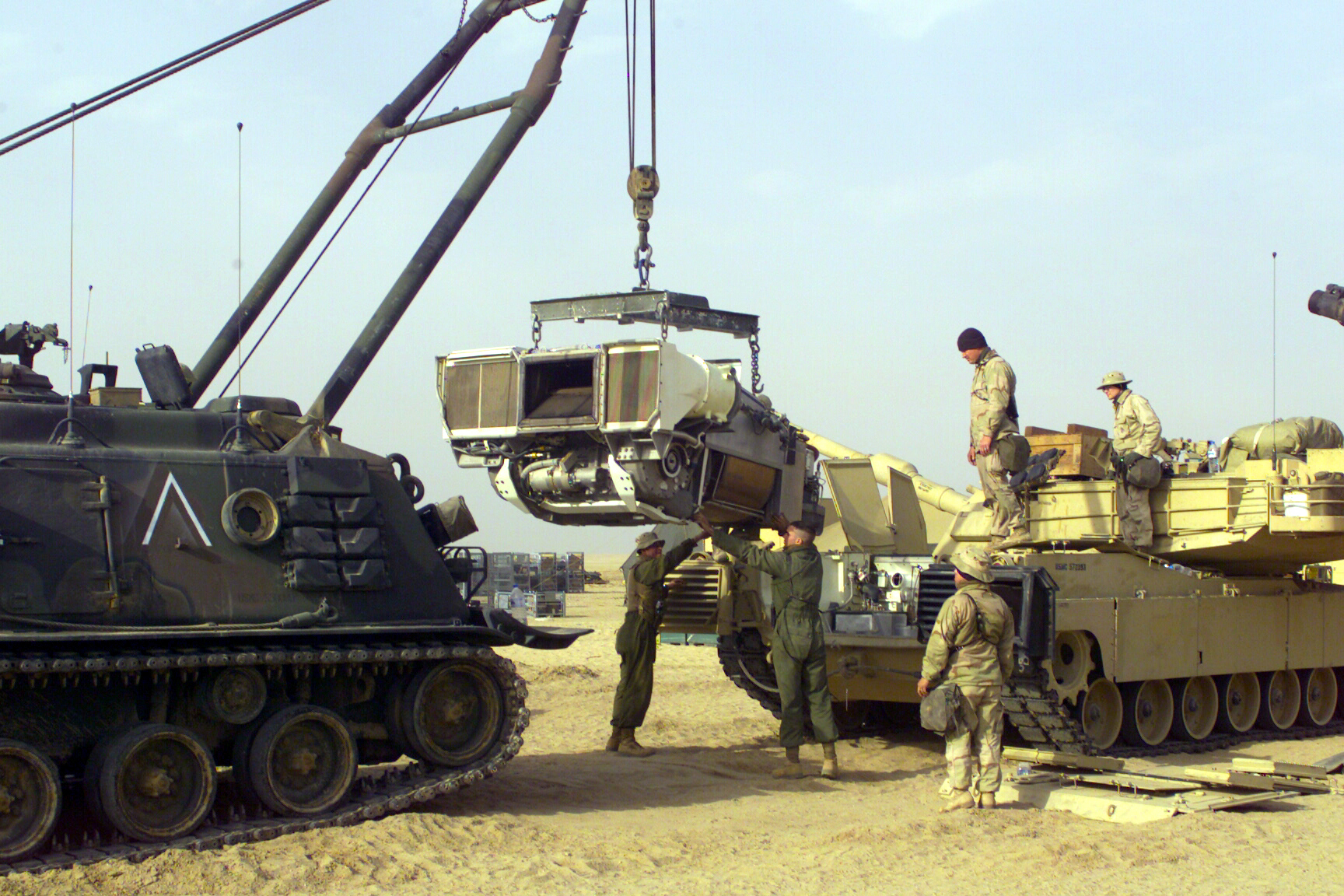
U.S. Marines avec un M88A1 plaçant un Honeywell AGT1500 dans un M1A1 Abrams au Koweït en 2003.
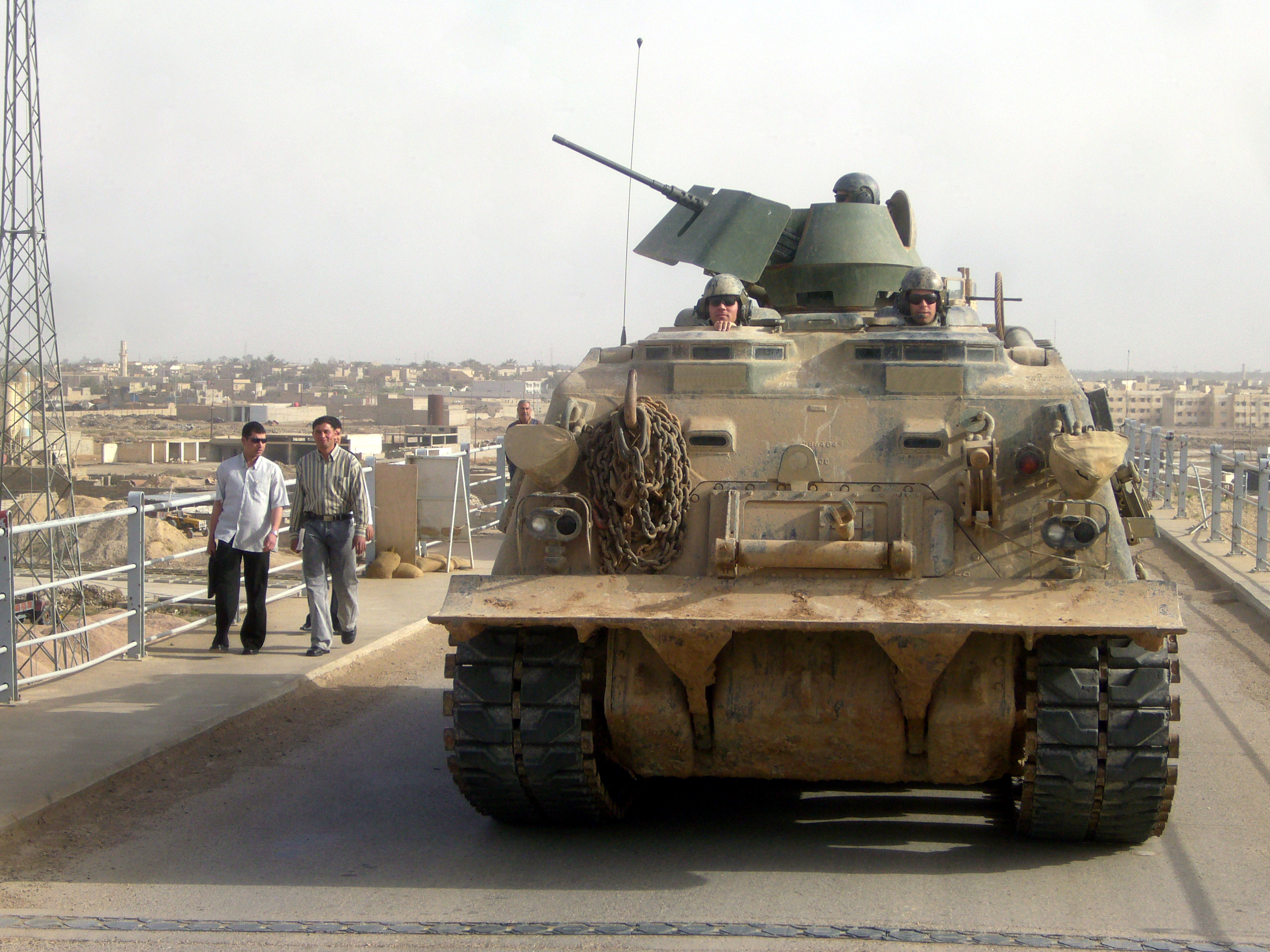
Un M88A1 américain en mission en 2007, durant la guerre d'Irak.
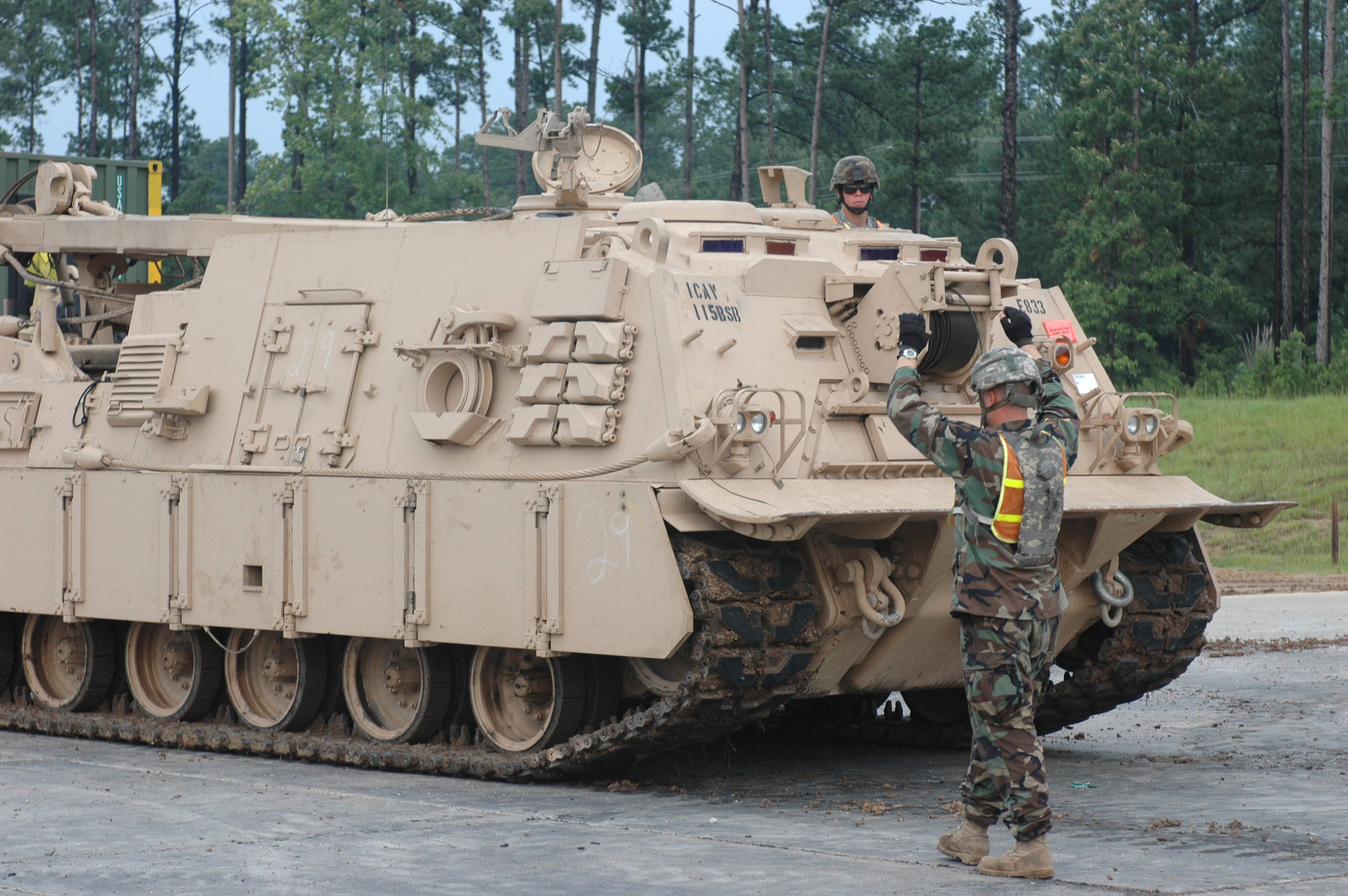
M88A2 Hercules de l',US Army à Fort Polk en Louisiane, 2006.